# 墨菲冰川
66°54′S 66°20′W / 66.900°S 66.333°W

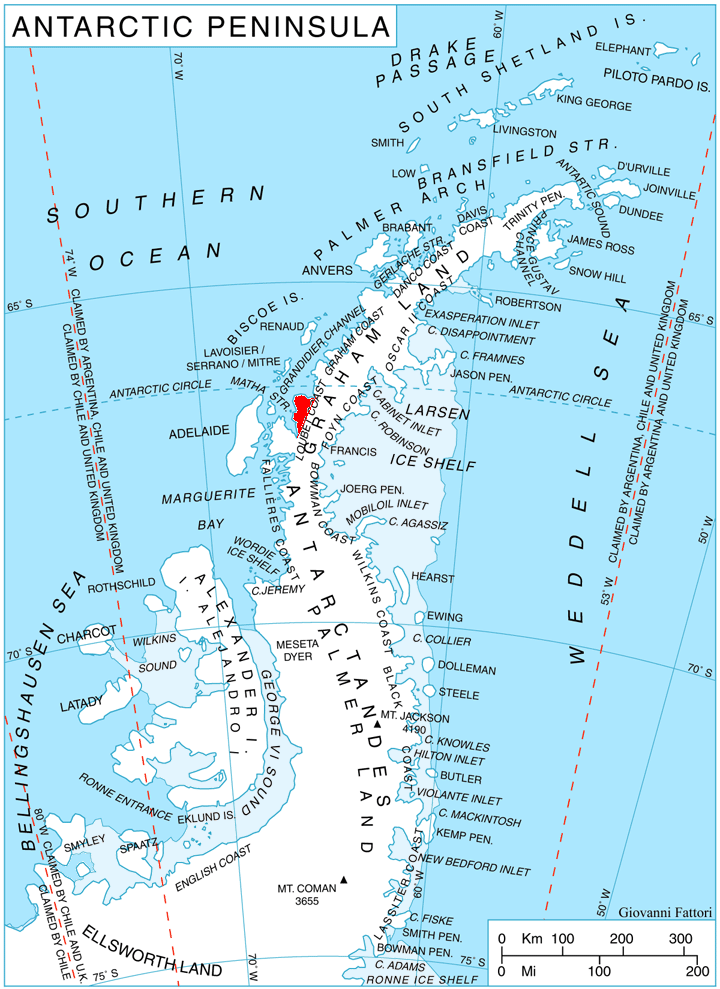

墨菲冰川是南極洲的冰川，位於葛拉漢地的佩爾尼克半島，流經奧福德崖，最終與維金遜冰川匯流，根據英國探險隊拍攝的空中照片被繪入地圖。

## 外部連結
- SCAR Composite Gazetteer of Antarctica（页面存档备份，存于）.